# Križevci
Križevci (en allemand Kreutz ; en hongrois Kőrös ; en latin Crisium) est une ville et une municipalité située en Croatie centrale. Elle est le chef-lieu du comitat de Koprivnica-Križevci, en Croatie. Au recensement de 2001, la municipalité comptait 22 324 habitants, dont 95,37 % de Croates et la ville seule comptait 11 541 habitants.

## Histoire
Les autres dénominations anciennes sont Crisium, Körös, Kreutz.
La ville haute de Križevac, mentionnée pour la première fois en 1193, obtient du roi Béla IV le statut de ville royale en 1252 : Stari grad Veliki Kalnik (hr). 
S'y déroule la diète sanglante de Križevci (1397) (en), où est assassiné, sur ordre de l'empereur Sigismond de Luxembourg, le prince palatin hongrois Stjepan II. Lacković (en), ban de Croatie et voïvode de Transylvanie.
La ville basse de Križevac se développe plus lentement et n'obtient le statut de ville libre qu'en 1405, sous Sigismond de Luxembourg.
En 1469, le roi croato-hongrois Matthias Corvinus accorde à Vladislav Hercegović Kosača les forteresses de Grand et Petit Kalnik (Veliki i Mali Kalnik), près de Križevac.
Au cours des guerres ottomanes en Europe, la ville change souvent de suzerain.
Les deux villes (basse et haute) sont unies par Marie-Thérèse en 1752 et l'ensemble prend le nom de Križevci (pluriel de Križevac).

## Localités
La municipalité de Križevci compte 60 localités :
| - Apatovec - Beketinec - Bojnikovec - Bukovje Križevačko - Carevdar - Cubinec - Čabraji - Dijankovec - Doljanec - Donja Brckovčina - Donja Glogovnica - Donji Dubovec - Đurđic - Erdovec - Gornja Brckovčina - Gornja Glogovnica - Gornji Dubovec - Gračina - Ivanec Križevački - Jarčani | - Karane - Kloštar Vojakovački - Kostadinovac - Križevci - Kučari - Kunđevec - Lemeš - Lemeš Križevački - Majurec - Male Sesvete - Mali Carevdar - Mali Potočec - Mali Raven - Marinovec - Mičijevac - Novaki Ravenski - Novi Bošnjani - Novi Đurđic - Osijek Vojakovački - Pavlovec Ravenski | - Pesek - Podbrđani Vojakovački - Podgajec - Poljana Križevačka - Povelić - Prikraj Križevački - Ruševac - Srednji Dubovec - Stara Ves Ravenska - Stari Bošnjani - Sveta Helena - Sveti Martin - Špiranec - Većeslavec - Velike Sesvete - Veliki Potočec - Veliki Raven - Vojakovac - Vujići Vojakovački - Žibrinovec |

## Personnalités liées
- Marko Krizin (1589-1619), prêtre croate, professeur de théologie et missionnaire, martyr[3], saint canonisé en 2005.